# Прихотько Антоніна Федорівна
Антоніна Федорівна Прихотько (26 квітня 1906, м. П'ятигорськ Терської області, нині Російська Федерація — 29 вересня 1995, м. Київ) — український радянський фізик, один з найбільших фахівців в області фізики неметалевих кристалів, доктор фізико-математичних наук, професор, академік АН УРСР, Заслужений діяч науки СРСР, лауреат Ленінської премії, Герой Соціалістичної Праці.

## Життєпис

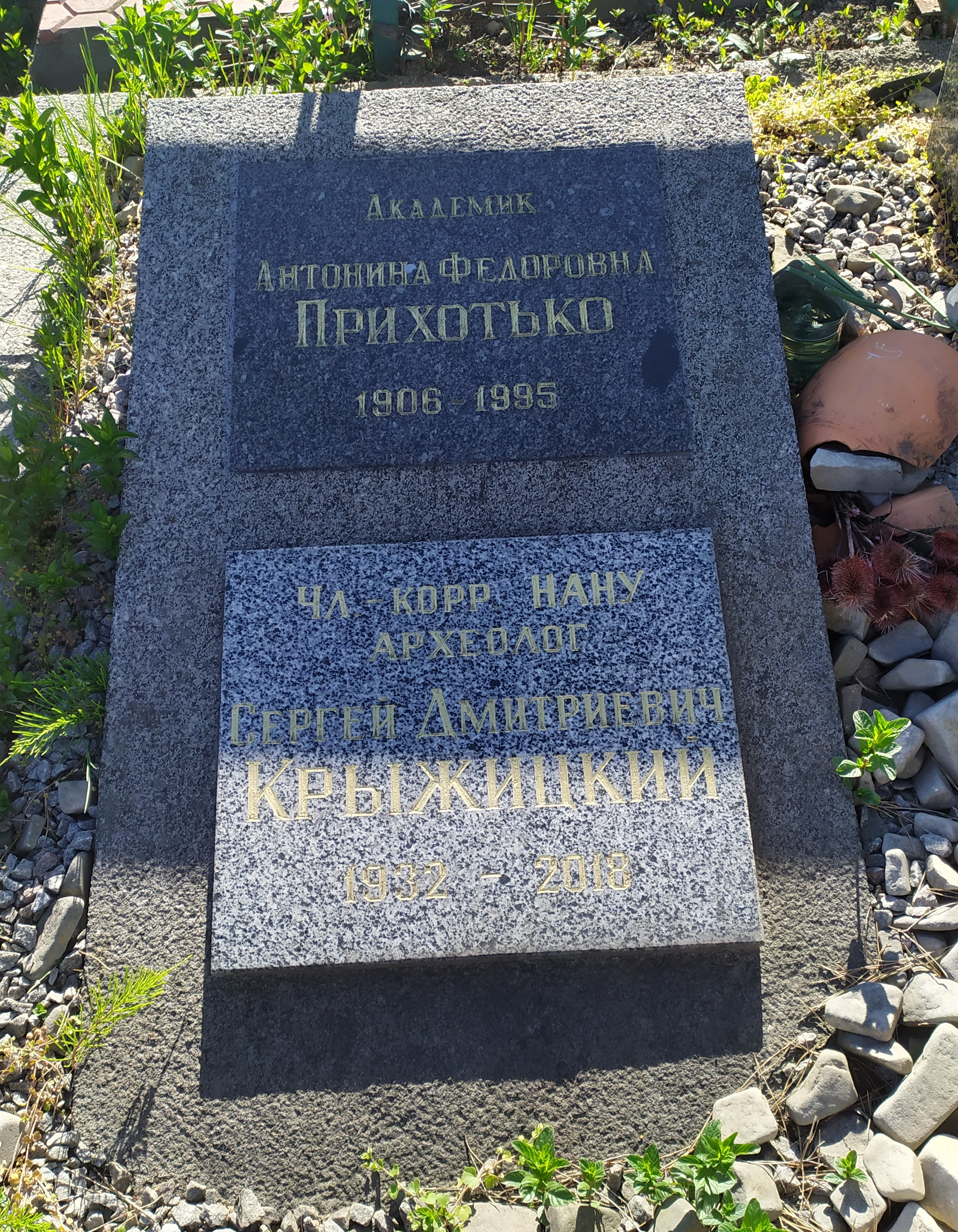
Могила Антоніни Прихотько та її зятя, археолога Сергія Крижицького, Байкове кладовище

А. Ф. Прихотько народилася в П'ятигорську в 1906 р. Після закінчення в 1923 р. середньої школи пішла навчатися на фізико-технічний факультет Ленінградського Політехнічного інституту ім. М. І. Калініна. Будучи студенткою третього курсу інституту, під керівництвом Івана Васильовича Обреїмова (згодом академіка) почала займатися науковою роботою в Ленінградському фізико-технічному інституті АН СРСР.
Після закінчення в 1929 р. інституту до 1930 р. А. Ф. Прихотько працювала науковим співробітником у Ленінградському фізико-технічному інституті, а в 1930 р. разом з групою молодих учених вона переїжджає до Харкова під знову організований Український фізико-технічний інститут, де працювала до 1941 р.
У 1927—1929 рр.. І. В. Обреїмовим були проведені піонерські дослідження спектрів поглинання молекулярних кристалів, охолоджених до низьких температур. Вперше на прикладі кристала азобензолу було показано, що глибоке охолодження молекулярних кристалів призводить до появи в їх спектрах великої кількості вузьких смуг, які можна згрупувати в серії, подібні серіям в спектрах відповідних вільних молекул. Ці дослідження були початком нового направлення в спектроскопії — низькотемпературної спектроскопії молекулярних кристалів — і були продовжені І. В. Обреїмовим і А. Ф. Прихотько в Харкові.
На початку 30-х років були отримані в поляризованому світлі спектри поглинання кристалів нафталіну, антрацену, фенантрену, охолоджених до температури кипіння рідкого водню, проведено аналіз структури спектрів, класифікація смуг, визначені частоти внутрішньомолекулярних коливань у збудженому стані.
У 1935—1940 рр.. А. Ф. Прихотько виконала великий цикл досліджень спектрів поглинання різних кристалічних модифікацій кисню, твердих сумішей кисню з азотом і аргоном та спектрів поглинання кристалів галогенів. Водночас Антоніна Федорівна розробила ряд методик вирощування надтонких кристалів органічних сполук, придатних для низькотемпературних спектральних досліджень.
Друга світова війна і евакуація УФТІ з Харкова перервали ці дослідження. У роки війни А. Ф. Прихотько перебувала в Уфі і брала активну участь у роботах з надання допомоги фронту. У 1943 р. А. Ф. Прихотько захистила докторську дисертацію.
Після визволення України від гітлерівців А. Ф. Прихотько переїжджає до Києва і організовує в Інституті фізики АН УРСР спектральну лабораторію, яка згодом стала найбільшим у світі центром низькотемпературної спектроскопії неметалічних кристалів. Однією з перших робіт, виконаних А. Ф. Прихотько в Києві, було дослідження спектрів надтонких (10 ~ 4 — 10 ~ 6 см) монокристалів нафталіну, охолоджених до температури рідкого водню. Експериментальна майстерність, з якою була виконана ця робота, довго було зразком для спектроскопістов.
Найважливіші наукові результати, отримані А. Ф. Прихотько в кінці 40-х років, пов'язані з виявленням у спектрах поглинання молекулярних кристалів (нафталін, антрацен, бензол, нафтацен та інших) різко поляризованих за кристалографічними напрямками мультиплетів смуг, які відсутні в спектрах вільних молекул. Ці дослідження були експериментальною основою для створення О. С. Давидовим теорії екситонних станів у молекулярних кристалах.
Відкриття А. Ф. Прихотько і О. С. Давидовим специфічних для кристалічного стану речовини колективних збуджень екситонів, що виникають під дією електромагнітного збудження, — одне з найважливіших досягнень спектроскопії твердого тіла, яке вплинуло на весь розвиток фізики твердого тіла.
Екситонні уявлення широко використовуються не тільки у фізиці, але і в хімії, біології. За цикл робіт з дослідження екситонів у кристалах А. Ф. Прихотько у складі групи вчених була удостоєна в 1966 р. Ленінської премії.
У 1950-ті — 1960-ті роки А. Ф. Прихотько (спільно з В. Л. Броуде) провела систематичні дослідження спектрів поглинання гомологічного ряду сполук бензолу. Виявлення поліморфних перетворень у цьому ряду дозволило більш глибоко розібратися в зв'язку між кристалічною структурою і спектрами поглинання відповідних речовин. Була виявлена і досліджена екситонна люмінесценція, вивчено вплив домішок і дефектів решітки в світінні цих кристалів (спільно
з В. Л. Броуде, Е. Й. Рашбою, М. Т. Шпаком); розроблені прецизійні кількістні методи вимірювання поглинання і дисперсії світла в молекулярних кристалах, що дозволило встановити ряд нових, закономірностей поглинання світла в кристалах (спільно з М. С. Бродиним); вперше були проведені вимірювання форми ексітонних смуг поглинання при низьких температурах (спільно з М. С. Соскіним), що стало новим напрямом робіт по кристалооптиці поглинаючих середовищ.
В останні роки під керівництвом А. Ф. Прихотько проведені цікаві дослідження спектрів поглинання а-кисню, що знаходиться в сильних магнітних полях при температурах, близьких до 1 К, що дозволило встановити, поряд з екситонними станами, біексітонні процеси екситон-магнонної взаємодії. Ці роботи мають принципове значення для спектроскопії антиферомагнітного стану.
Померла 29 вересня 1995 року на 90-му році життя. Похована на Байковому кладовищі разом із родиною (ділянка № 31).

### Сім'я
Чоловік — ядерний фізик-експериментатор, академік АН УРСР Олександр Лейпунський (1903—1972). Донька — археолог Ніна Лейпунська (1930—2008). Онук — фізик Юрій Рєзніков (1953—2016).

## Наукова та педагогічна діяльність
Великий вплив роботи А. Ф. Прихотько справили на розвиток виготовлення кріостатів в Інституті фізики АН УРСР. Вперше в інституті під її керівництвом були розроблені і виготовлені металеві кріостати, які міцно увійшли в лабораторну практику, практично витіснивши скляні кріостати.
А. Ф. Прихотько підготувала велику кількість кандидатів і докторів наук, троє
з них — члени та члени-кореспонденти НАН України.
А. Ф. Прихотько автор і співавтор близько 150 наукових праць, двох монографій.

## Нагороди
У 1948 р. вона була обрана членом-кореспондентом, а в 1964 р. — академіком АН УРСР. У 1966 р. А. Ф. Прихотько присвоєно звання Заслуженого діяча науки УРСР. Їй присвоєно звання Героя Соціалістічної Праці, вона нагороджена орденом Леніна, орденом Трудового Червоного Прапора і медалями.

## Вшанування пам'яті
З 2000 року Національною академією наук України присуджується премія імені А. Ф. Прихотько за видатні роботи в галузі лазерної фізики, оптики та кристалографії.
У 2021 році Антоніна Федорівна, в числі 12 найвідоміших вчених-жінок України, була обрана одним з облич освітнього арт-проєкту «Наука — це вона» від ГО STEM is FEM за підтримки міжнародних організацій ООН-Жінки в Україні та Дитячого фонду ООН (ЮНІСЕФ) в Україні, при цьому широко популяризувалися стилізовані портрети цих вчених.